# Nana d'Ibérie
Nana (géorgien : ნანა) est une reine consort du royaume d'Ibérie au IVe siècle, seconde épouse de Mirian III. Du fait de son rôle lors de la conversion des Géorgiens au christianisme, elle est considérée par l'Église orthodoxe géorgienne comme une sainte et a été canonisée sous le nom de Sainte Reine Nana (géorgien : წმინდა მოციქულთასწორი დედოფალი ნანა),.

## Origine
Selon les Chroniques géorgiennes, Nana est originaire  « d'un territoire gec du Pont, fille d'un certain Oligotos » ; elle épouse Mirian III veuf de sa première femme (en 292 selon Cyrille Toumanoff). Nana donne à Mirian deux fils : Rev II, Varaz-Bakour et une fille qui se marie avec Péroz Ier, prince de Gardam, le premier dynaste Mihranide de Gugark. Pontus se réfère ici au Royaume du Bosphore, un état client de l'Empire romain. Toumanoff a avancé que le nom du père de Nana devait être en géorgien la corruption de « Olympius » ou « Olympus», un dynaste du Bosphore fils d'Aurelius Valerius Sogus Olympianus, gouverneur romain de Théodosia, qui est connu par une inscription grecque de 306 dédiée au « Très Haut Dieu » à l'occasion de l'édification d'une « maison de prière » juive.
Par ailleurs, Christian Settipani identifie Nana comme la fille cadette de Tiberius Julius Thothorsès, un souverain du royaume du Bosphore.

## Conversion
Les sources géorgiennes médiévales relatent que Nana avait été une fervente païenne et méprisait la prédication chrétienne jusqu'à ce qu'elle soit miraculeusement guérie d'une terrible maladie, puis convertie par une missionnaire chrétienne cappadocien, Nino. L'érudit romain Tyrannius Rufinus, qui écrit son histoire un demi-siècle après la conversion des Ibères sur la base du récit oral de Bacurius l'Ibère, mentionne également une reine anonyme des Ibères qui fut guérie par une femme, captive chrétienne. Par l'intermédiaire du ministère de Nino, le roi Mirian se convertit également vers 337 et le christianisme devint une religion officielle en Ibérie. Nana survécut deux ans à son mari et mourut, selon la chronologie de Cyrille Toumanoff, en 363. Elle fut canonisée par l'Église orthodoxe géorgienne. Nana et Mirian sont traditionnellement considérés comme ayant été enterrés au « couvent de Samtavro » à Mtskheta, où leurs tombes sont encore visibles dans la cathédrale de Samtavissi.